# Adoukandji
Adoukandji ist ein Arrondissement im Département Couffo im westafrikanischen Staat Benin. Es ist eine Verwaltungseinheit, die der Gerichtsbarkeit der Kommune Lalo untersteht.

## Demografie und Verwaltung
Gemäß der Volkszählung 2013 des beninischen Statistikamtes INSAE hatte das Arrondissement 16.490 Einwohner, davon waren 7849 männlich und 8641 weiblich.
Von den 67 Dörfern und Quartieren der Kommune Lalo entfallen acht auf Adoukandji:
1. Adoukandji
2. Ahouada
3. Eguehoue
4. Hazin
5. Kingnenouhoué
6. Lome
7. Sewahoué
8. Yamontou